# Forum Boarium
Forum Boarium (italsky: Foro Boario) bylo dobytčím nebo potravinovým trhem a veřejným náměstím v Římě v éře starořímské civilizace. Vzniklo v 6. nebo 5. století př. n. l. Nacházelo se na rovném pozemku u řeky Tibery mezi Kapitolem, Palatinem a Aventinem. Jako místo původních římských doků (Portus Tiberinus), díky těsné blízkosti Pons Aemilius, nejstaršího kamenného mostu přes Tiberu, a vyústění silnice Via Ostiensis bylo náměstí místem intenzivní obchodní činnosti. Bylo též náboženským centrem, nacházel se zde chrám Herkula Viktora, Portunův chrám a mohutný chrám Herculis Invicti Ara Maxima. Tufové základy tohoto chrámu se zachovaly v kryptě kostela Santa Maria in Cosmedin. Zbylé dva chrámy se dochovaly v relativně původní podobě. Herkules byl v místě uctíván proto, že podle legendy byl právě na tomto místě oloupen o Géryonův dobytek obrem Kákosem, který žil v jeskyni na úpatí Aventinského pahorku. Po zabití obra prý začal být Herkules starověkými obyvateli Palatinu uctíván jako bůh. Forum Boarium bylo místem první gladiátorské soutěže v Římě, která se konala v roce 264 př. n. l. jako součást aristokratického pohřebního rituálu (munus), který uspořádali bratři Marcus a Decimus Junius Brutus Scaeva na počest svého zesnulého otce. V roce 215 př. n. l. pohřbili Římané zaživa pod Forum Boarium čtyři lidské oběti k usmíření bohů poté, co řada událostí byla považována za předzvěst velké katastrofy. Historik Livius, který tuto událost zaznamenal, k ní podotkl, že šlo o "zvyk nanejvýš odporný římskému cítění". Na foru prý byla umístěna Myrónova socha uloupená v Řecku. Mohlo se jednat o sousoší Theseus porážející Minotaura. Během pozdního období Západořímské říše bylo náměstí zastavěno menšími obchody. Oba chrámy byly odsvěceny a přeměněny na křesťanské kostely. Na konci 90. let 20. století vyústilo partnerství mezi Soprintendenza speciale per i beni archeologici di Roma a Světovým památkovým fondem v konzervaci obou chrámů na Forum Boarium. Na obnovu čeká Janusův oblouk, který se nacházel na severovýchodním okraji fora, nad výpustí odpadní stoky Cloaca Maxima.